# ШИКАРН-О
ШИКАРН-О (англ. AWESOM-O) — 5 эпизод 8 сезона (№ 116) сериала «Южный парк», премьера которого состоялась 14 апреля 2004 года. Этот эпизод вошёл на DVD South Park The Hits: Volume 1.

## Сюжет
Баттерс получает посылку, в которой обнаруживает якобы присланного ему из Японии робота по имени «ШИКАРН-О 4000». На самом деле робот — это переодетый в примитивный костюм Картман, который хочет сблизиться с Баттерсом, чтобы выведать его секреты и потом посмеяться над ним. Баттерс ни о чём не догадывается и после некоторого времени, проведённого с ШИКАРН-О, раскрывает некоторые из своих секретов: например, иногда он пачкает штанишки и  что по вечерам из-за болезни ему приходится вставлять свечку себе в попу. Когда Баттерс начинает рассказывать про «издевающегося над ним мальчика Картмана», тот уже хочет ему представиться, но Баттерс неожиданно упоминает, что он знает один из секретов самого Эрика. У Баттерса есть плёнка, где Эрик танцует на заднем дворе своего дома, переодетый в Бритни Спирс, и обнимается с картонной фигурой Джастина Тимберлейка. Баттерс говорит, что покажет плёнку всей школе сразу после очередного розыгрыша со стороны Картмана. Поэтому Эрику приходится, не снимая костюма робота, остаться жить у Баттерса, чтобы никто не увидел кассету. Утром, пока Баттерс спит, Эрик пытается отыскать кассету в его комнате, но безуспешно.
На выходные Баттерс собирается к дяде и тёте в Лос-Анджелес; родители Баттерса звонят матери Эрика, и та даёт согласие (они знают, кто такой ШИКАРН-О на самом деле, но думают, что это просто затянувшаяся детская игра). Картман вынужден ехать с Баттерсом. Они гуляют по Лос-Анджелесу, и робот привлекает всеобщее внимание. В частности, его замечает крупный кинопродюсер, который приглашает робота к себе, чтобы он помог находящимся в кризисе сценаристам.
ШИКАРН-О предлагает сценаристам порядка 2000 идей для сценариев; в большей части придуманных им фильмов в главной роли Адам Сэндлер, а сами идеи предельно глупы, но сценаристы в восторге и платят Баттерсу огромные деньги за идеи «робота». В какой-то момент продюсер остаётся с ШИКАРН-О наедине и предлагает ему заняться сексом (он полагает, что в «роботе» есть функция доставления удовольствия); Картман в ужасе сбегает из студии, и на входе его хватают военные, которые вычислили его и предположили, что это секретное оружие японцев.
Грустный Баттерс бродит по городу и оплакивает потерю лучшего друга. В какой-то момент он замечает фургон военных. Тем временем те пытаются узнать, кто создал ШИКАРН-О; когда он говорит им свои реальные имя и биографию, ему не верят, думая, что робот сам стал осознавать себя живым. В конце концов ШИКАРН-О решено уничтожить; один из учёных, будучи не в силах убить считающее себя живым существо, хочет его освободить. В этот момент возле машины, которая должна пробуравить ШИКАРН-О голову, появляются военные. Картман хочет признаться во всём и чуть не снимает с головы маску, но тут появляется Баттерс. Эрик натягивает маску обратно, и учёного убивают.
Баттерс произносит проникновенную речь о том, что ШИКАРН-О — его лучший друг, и его нельзя убивать. Военные сочувствуют ему и решают оставить «робота» в живых. Неожиданно Картман пукает; все в недоумении. Баттерс понимает, в чём дело, и снимает с «робота» маску.
Сразу после этого Баттерс устраивает для всей школы показ плёнки с Картманом, переодетым в Бритни. Все смеются; один из также присутствующих там военных говорит Эрику «Эй, парень, да ты голубой!»; Эрик отвечает: «Отстой…»

## Производство
Согласно DVD-комментарию, исходным толчком для создания сюжета серии стала идея Мэтта Стоуна, в которой Картман произносит «lame» (рус. отстой) голосом робота. Этот эпизод являлся рекордным во всём сериале по «компактности» производства (работа над ним заняла всего 3 дня) до выхода эпизода 2016 года "О Боже!", который фактически был создан за несколько часов.

## Пародии
- Название AWESOM-O является пародией на японского робота ASIMO[2].
- 2 названия фильмов с Адамом Сэндлером, сюжет которых сочиняет ШИКАРН-О — Puppy Love и Punch-Drunk Billionaire — пародируют название и сюжет реальных фильмов с Сэндлером: «Миллионер поневоле» и «Любовь, сбивающая с ног». Последний из придуманных Картманом сюжетов — про Сэндлера, который попадает на необитаемый остров и влюбляется в кокос — отсылает к фильму «Изгой» с Томом Хэнксом.
- Сцена, когда военный требует от учёного перепрограммировать робота на военные цели, а учёный утверждает, что робот живой, обыгрывает основную идею фильма «Короткое замыкание».

## Факты
- В своей комнате Баттерс упоминает, как Картман подшучивал над ним — заставлял 3 дня сидеть в бомбоубежище (отсылка к эпизоду «Каса-Бонита») и звонил его отцу и называл того говноболом (эпизод «Джаред и его помощники»). Однако хронологический порядок событий был обратный тому, что пересказал Баттерс. Кроме того, Картман звонил не сам, а лишь отвечал на звонок.
- В кровати Баттерс поёт песню Chicago «If You Leave Me Now». Ранее он пел её в эпизоде «Каса-Бонита».
- Появляющиеся во время прогулки по Лос-Анджелесу аттракцион с «атакой акулы» и бездомный возле здания Catamount Studios являются отсылками к короткометражному фильму Паркера и Стоуна «Твоя студия и ты».